# 胡先翁
敦胡先翁（1922年2月12日—1990年5月29日），1976年至1981年任马来西亚首相。

## 生平
胡先翁於1922年2月12日在柔佛新山出生，父亲翁惹化是巫統创办人，母亲是哈丽玛·胡先（Halimah Hussein），祖父惹化·莫哈末是柔佛王朝立宪后的第一任州务大臣，其伯叔及父亲也曾先后出任柔佛州务大臣，是一个政治大家族。祖母罗凯雅·哈宁是一位来自土耳其的女子，其长子希山慕丁·胡先曾任内政部长与外交部长等职，他的妻子是第二任首相敦阿都拉薩妻子的胞姊。
胡先翁分别在新加坡及柔佛的「英文学院」（English College，今苏丹阿布巴卡学院）完成他的中小学教育，毕业后在1940年加入了柔佛御林军而成为一名学员。次年，他被送往印度德拉敦的印度军事学院（I.M.A.）受训，毕业后加入印度陆军，并在第二次世界大战期间前往中东服役。战后，由于个人实战经验丰富，胡先翁获得了英国政府的赏识，并被聘请为（英属旁遮普）拉瓦尔品第的「马来亚警察召募与训练中心」（Pengajar Pusat Latihan Polis Malaya）教官一职。
1945年，胡先翁返回马来亚并受任命为新山警察学校的指挥官。次年，他参与了马来亚公共服务成为柔佛昔加末的行政官员助理。随后，又被派往雪兰莪州任职，担任该州巴生縣与瓜拉雪蘭莪縣的官员。
1946年巫统成立后，胡先翁被委任为副秘书长。1950年他成为了巫统青年团（巫青团）的第一任团长，随后，又被推选为巫统秘书长。与此同时他受委为联邦议会议员，并兼任柔佛州立法议会议员及柔佛州行政委员会委员。
1951年，他随父亲翁惹化退出巫统，并加入其新创办的马来亚独立党以及随后的国家党。由于他父亲的新政党一直得不到大众的广泛支持，在连连失利下，胡先翁也渐渐地淡出政治圈，转而前往英国林肯律师学院深造。1958年，他考获“出庭律师”的资格，回国后就在吉隆坡开设了自己的律师楼，成为一名执业律师。
1968年，胡先翁在副首相敦阿都拉萨的游说下重新加入巫统。随后，在1969年大选为联盟赢得了柔佛新山东区的国会议席。1970年，成为敦阿都拉萨内阁中的教育部长。
1972年，胡先翁在巫统代表大会中获选为巫统副主席。1973年8月8日，被巫统最高理事会任命为代理署理主席（即第一副主席）。13日，晋升为副首相兼贸易与工业部长。
敦阿都拉萨在伦敦因白血病突然病逝后，他于1976年1月15日接任马来西亚第三任首相直至1981年7月16日因健康理由辞职，并由马哈迪接任。
1990年5月29日，胡先翁因心臟病逝世于美国旧金山，葬于吉隆坡国家回教堂英雄墓园。

## 争议
胡先翁掌权时选择最简单了当的办法巩固势力，即把反对党领袖无审讯扣留、禁止群众大会及控制新闻媒体。

## 榮譽與獎項

### 马来西亚勋章
- 马来西亚 :
  -  护国玛哈拉惹勋章（SMN）– 敦（1981）[2][3]
- 柔佛 :
  -  柔佛王室一级勋章（DK I）（1976）
  -  柔佛王冠斯里勋章（SPMJ）– 拿督（1972）[4]
  -  苏丹依斯迈效忠斯里勋章（SSIJ）– 拿督（1975）[5]
  -  苏丹依布拉欣奖章（金奖）（PIS I）
- 吉兰丹 :
  -  吉兰丹王室勋章（DK）
- 森美蘭 :
  -  森美兰效忠斯里勋章（SPNS）– 拿督斯里（1980）[6]
- 彭亨 :
  -  彭亨王冠斯里勋章（SIMP）– 拿督，现为拿督英特拉（1975）[7]
- 檳城 :
  -  槟城护国乌达玛勋章（DUPN）– 拿督斯里乌达玛（1977）[8]
- 霹靂 :
  -  霹雳效忠斯里勋章（SPCM）– 拿督斯里（1976）[9]
- 沙巴 :
  -  神山领袖勋章（SPDK）– 拿督斯里邦里玛（1974）[10]
- 砂拉越 :
  -  犀鸟之星拿督巴丁宜勋章（DP）– 拿督巴丁宜
- 雪蘭莪 :
  -  雪兰莪王室二级勋章（DK II）（1977）[11]
- 登嘉樓 :
  -  登嘉楼王室一级勋章（DK I）（1977）